# 藤原親政
藤原 親政（ふじわら の ちかまさ）は、平安時代末期の貴族。下総大夫・藤原親盛の子。

## 生涯
皇嘉門院判官代として中央に出仕し皇嘉門院別当を補佐する一方、祖父親通・伯父親方が下総守に在任中に獲得した所領を父親盛から継承、千田荘の領家として下総匝瑳郡に在って坂東平氏や佐竹氏等坂東の武士団を率いた。居館は匝瑳北条荘の内山館と千田荘の次浦館の2ヶ所が知られる。なお、保元の乱・平治の乱を制し栄華を誇った平家（伊勢平氏）とは、忠盛の婿であり、かつ資盛の伯父という二重の姻戚関係にあった。
治承4年（1180年）、石橋山の戦いに敗れた源頼朝が房総に逃れ、頼朝に呼応した千葉氏により下総目代が討たれた。このため、親政は千余騎を率いて千葉荘を攻めるが、9月14日（10月4日）千葉常胤の孫成胤に生虜にされたという。9月17日（10月7日）下総国府に入った頼朝の前に引き出されるが、その後の動静は不明。